# Chronologie de la Question jurassienne
Pour un article plus général, voir Question jurassienne.
Cette chronologie de la Question jurassienne liste les principaux événements historiques de la Question jurassienne depuis 1947.

## XXesiècle

### Années 1940
- 1947 Création du Comité de Moutier qui dresse le catalogue des revendications jurassiennes.
- 1948 Publication des revendications du Comité de Moutier sous le titre « La Question jurassienne présentée au canton de Berne ».
- 1949 Le mouvement séparatiste devient le Rassemblement jurassien et se constitue officiellement.

### Années 1950
- 1950 Révision de la Constitution bernoise : l’existence d’un « peuple jurassien » est reconnue par le corps électoral du canton de Berne.
- 1952 Dissolution du Comité de Moutier.
- 1952 Les milieux antiséparatistes fondent l'Union des patriotes jurassiens (UPJ).
- 1957 Le Rassemblement jurassien décide de lancer une initiative cantonale en vue d'organiser dans le Jura une consultation populaire sur le problème de l'autonomie.
- 1959 L’initiative du Rassemblement jurassien est rejetée par le corps électoral.

### Années 1960
- 1963 Apparition du Front de libération du Jura (FLJ) qui revendique des barbouillages et des incendies de fermes.
- 1963 Fondation du groupe Bélier (jeunes séparatistes).
- 1964 Le conseiller fédéral Paul Chaudet est chahuté aux Rangiers par plusieurs milliers de manifestants séparatistes.
- 1966 Condamnation des trois membres du Front de libération du Jura.
- 1967 Le Gouvernement bernois forme une « Commission des Vingt-quatre », chargée de présenter un plan de règlement de la Question jurassienne, ainsi qu’une « Commission de bons offices », formée d’anciens magistrats extérieurs au canton.
- 1968 La « Commission des Vingt-quatre » présente son rapport.
- 1969 La Commission de bons offices présidée par Max Petitpierre publie son premier rapport.
- 1969 Constitution du Mouvement pour l’Unité du Jura (Troisième Force), dont le but est l’octroi d’un large statut d’autonomie du Jura dans le cadre du canton de Berne.

### Années 1970
- 1970 Adoption en votation populaire d'un additif constitutionnel déterminant les modalités d'une procédure d'autodétermination dans le Jura.
- 1973 Fondation du groupe Sanglier (jeunes antiséparatistes)
- 1973 Lors de l’examen du statut d’autonomie préconisé par la Commission de bons offices, le Grand Conseil bernois rejette toute fédéralisation du canton de Berne.
- 1974 Plébiscite du 23 juin : la création du canton du Jura est approuvée par la corps électoral.
- 1974 Mort de Maurice Wicht, tué par un antiséparatiste pour avoir hissé un drapeau jurassien
- 1975 Plébiscite du 16 mars : Les quatre districts du Jura bernois (Moutier, Courtelary, La Neuveville et Laufon) maintiennent leur appartenance au canton de Berne.
- 1976 Élection de l’Assemblée constituante de la République et canton de Jura.
- 1976 Le corps électoral du canton de Berne accepte le projet de base constitutionnelle pour le canton dans ses nouvelles frontières.
- 1977 Événements de Moutier, intervention de la police bernoise contre les séparatistes à la suite d'une forte agitation et de nombreuses infractions
- 1977 Le peuple du nouveau canton approuve la Constitution du nouvel État.
- 1978 Le corps électoral bernois accepte les modifications apportées à la Constitution du canton de Berne à la suite de la partition du Jura.
- 1978 Par 82,3 % des voix, les citoyens suisses approuvent l’accession du Jura au rang de 23e canton de la Confédération.
- 1979 Au 1er janvier, le canton du Jura entre en souveraineté. Le 5 mars, les deux premiers députés au Conseil des États prêtent serment (Roger Schaffter et Pierre Gassmann).

### Années 1980
- 1984 révélation du scandale des Caisses Noires bernoises
- 1989 Le district de Laufon décide son rattachement au canton de Bâle-Campagne.

### Années 1990
- 1993 Mort de Christophe Bader à Berne dans l'explosion de sa bombe artisanale
- 1993 Rapport de la Commission indépendante Widmer, reconstitution de l'unité Jurassienne pour 2000
- 1994 Création par le Conseil fédéral, le Gouvernement bernois et le Gouvernement jurassien d'une Assemblée interjurassienne dans le but régler politiquement la Question Jurassienne.
- 1996 La "commune libre" de Vellerat entre dans le canton du Jura après plus de vingt ans de lutte.
- 1998 Lors d'un vote consultatif, la ville de Moutier décide de rester dans le canton de Berne.

## XXIesiècle

### Années 2000
- 2005 Initiative du Mouvement autonomiste jurassien "un seul Jura" adoptée par le Parlement jurassien contre l'avis du Gouvernement jurassien.
- 2006 Adoption de la loi "un seul Jura" qui mandate l'Assemblée interjurassienne pour l'élaboration d'un projet de nouvel état à six districts.
- 2006 Lors des élections cantonales et régionales, le cartel des partis autonomistes devient pour la première fois la première force politique du Jura bernois.
- 2006 Instauration du Conseil du Jura bernois, premier parlement régional de Suisse
- 2007 Les citoyens du Jura bernois acceptent (comme l'ensemble des régions bernoises), par votation populaire, la mise sur pied du projet de circonscriptions régionales[1],  qui permettrait, en ce qui concerne le Jura bernois, d'accroitre les synergies avec Bienne et le Seeland.
- 2007 l'Assemblée InterJurassienne (AIJ) étudiera l'idée de deux demi-cantons, l'un composé par la République du Jura et l'autre composé du Jura bernois actuel tout en continuant l'étude d'une unification.
- 2009: publication du rapport de l'AIJ ainsi que du contre-rapport de la minorité.

### Années 2010
- 2012 : Les cantons du Jura et de Berne signent une Déclaration d'intention stipulant que des votations seront organisées pour consulter les deux populations sur leurs volontés de créer un État commun entre le Jura et le Jura bernois
- 2013 : Le 24 novembre, les populations du Jura et du Jura bernois votent séparément sur une modification constitutionnelle (pour le Jura) et sur la création d'une démarche du Conseil-exécutif (Berne) afin que soit créée une Assemblée constituante interjurassienne chargée de dessiner les pourtours constitutionnels et administratifs d'un nouveau canton commun aux deux régions. C'est NON à 71,85 % dans le Jura bernois mais OUI à 76,6 % dans le Jura. Dans le Jura bernois, seule la commune de Moutier vote OUI à 55 %.
- 2017 : Le 18 juin, le corps électoral de Moutier approuve à 51,72 % son rattachement au canton du Jura. Le 17 septembre, les citoyens de Belprahon et Sorvilier choisissent quant à eux de rester dans le canton de Berne. En conséquence, ces votes mettant fin à la question, l'assemblée interjurassienne sera dissoute le 10 novembre, avec prise d'effet le 31 décembre.